# Lobatus peruvianus
Espèce
Synonymes
Strombus peruvianus Swainson, 1823
Lobatus peruvianus est une espèce de mollusque gastéropode marin de la famille des Strombidae.

## Distribution
Le Lobatus peruvianus est présent le long des côtes tropicales de l’est du Pacifique, entre le golfe de Californie et le Pérou. Cette conque péruvienne se rencontre sur des zones sablonneuses, jusqu’à une profondeur de quarante mètres.

## Comportement
Comme les autres strombidés, le Lobatus peruvianus se déplace en utilisant son pied qui s’enfonce comme une griffe dans le sable pour exercer une force et avancer. Ce comportement est également bénéfique en termes d’évitement des prédateurs. Cela permet de disperser l’empreinte chimique de la conque, ce qui déroute ses prédateurs. 

## Alimentation
Le régime alimentaire du Lobatus peruvianus se compose principalement d'algues. Il localise sa nourriture en cherchant au-dessus du fond marin. Puisque ce mollusque vit dans les eaux peu profondes, il se déplace le long du fond marin pour y trouver les algues qui vivent dans ces mêmes  profondeurs. Cette conque est également opportuniste, ce qui signifie qu’elle mange aussi occasionnellement de petits animaux marins ou des détritus.

## Usage
Le Lobatus peruvianus est une source majeure de protéines pour de nombreuses populations le long de la côte Pacifique.
Cette conque est vulnérable à la surpêche en raison de son faible taux de croissance et de sa maturité sexuelle tardive.